# الطريق الوطنية رقم 6 (تونس)
الطريق الوطنية رقم 6 أو ط و6 طريق رئيسية تونسية تصل بين مدينة مجاز الباب والحدود التونسية الجزائرية قرب مدينة غار الدماء، وهي تمرّ بالمدن التالية على التوالي:
- مجاز الباب،
- وادي الزرقاء،
- باجة،
- بوسالم،
- جندوبة،
- وادي مليز،
- غار الدماء.